# 马踏里西山—梅砚里东南山战斗
土耳其旅防守的马踏里西山（联合国军称Outpost Vegas)和梅砚里东南山（联合国军称Outpost Elko)是Nevada Complex的两座阵地，位于高浪浦西北4公里。Nevada Complex 此前由美陆战1师防御。在3月28日，志愿军358团的1，3两个营与陆战1师的3个营对梅砚里东山（联合国军称Outpost Reno)和马踏里西山展开了激烈争夺，最后志愿军攻下梅砚里东山，陆战1师守住了马踏里西山。随后，防御Nevada Complex的陆战队部队与土耳其旅换防。1953年5月28日-29日，志愿军再次对Nevada Complex发起攻势。

## 背景
马踏里西山—梅砚里东南山战斗是志愿军1953年夏季战役的一部分，此前的第一阶段，志愿军对联合国军的连以下单位防御阵地进行了试探性进攻，夺取了几个阵地，以570人阵亡、1019人负伤、17人失踪、2人被俘的代价，歼灭联合国军4133人（估计数字）。第二阶段作战从5月27日开始，在土耳其旅和英联邦师当面的志愿军46军原计划以133师对坪村南山5处阵地发起大规模攻势，但由于399团6连的一个战斗组长临阵叛逃，遂将原计划更改未以1个加强连对坪村南山的1处阵地发动试探性攻击，由配属的120师进攻马踏里西山和梅砚里东南山。由于事起仓促，120师直接仅以3月28日战斗的战斗方案稍加修改作为此次战斗方案。

## 战斗过程
1953年5月28日，志愿军358团的两个连，在各种火炮91门的支援下，向由土耳其旅一部（估计为1营1连全部和2营6连2个排）防守的梅砚里东南山和马踏里西山发起进攻，仅10分钟后及占领阵地并转入防守。志愿军统计随后击退了联合国军的23此反击。至次日，联合国军放弃了对阵地的争夺。

## 后续

### 伤亡
志愿军统计歼灭土耳其旅一部909人，土耳其旅实际损失为阵亡150人，负伤245人，被俘人数未知。联合国军估计杀伤志愿军3，000人，这远远超出了志愿军投入的总兵力。

### 后续战斗
120师于6月16日与136师换防回国。7月7日，136师发起了马踏里东山战斗，成功从陆战一师手中夺取了马踏里东山及其以北高地。

### 相关战斗
马踏里西山战斗
坪村南山战斗
马踏里东山战斗